# Aponogeton decaryi
Aponogeton decaryi är en enhjärtbladig växtart som beskrevs av Henri Lucien Jumelle och Jean-Henri Humbert. Aponogeton decaryi ingår i släktet Aponogeton och familjen Aponogetonaceae. Inga underarter finns listade.